# Nick Catanese
Nick Catanese es un guitarrista conocido por formar parte del grupo de heavy metal Black Label Society durante 17 años. Usa guitarras de la marca Gibson, concretamente los modelos Les Paul Custom con pastillas EMG activas y también de la marca Dean Guitars, el modelo signature series del exguitarrista de Pantera, que murió en 2004, Dimebag Darrell.
Él es el apoyo de Zakk Wylde. Nick es conocido también con el sobrenombre de «The Evil Twin».
Nick Catanese es también un actor, que apareció en la película Rock Star, de 2001. Catanese interpretó al guitarrista Xander Cummins, de la banda ficticia Blood Pollution. La película también contó con las actuaciones de músicos como Zakk Wylde, Jason Bonham, Myles Kennedy, Brian Vander Ark, Elias Blas y Jeff Pilson. Él también tiene créditos en el DVD de conciertos de Black Label Society, Boozed, Broozed and Broken-Boned.

### controversias
En 2018 fue declarado culpable de acoso a una menor de edad que era alumna suya. Se lo condenó a cinco años de prisión (no efectiva), no tener acceso a Internet, y registrarse en la base de datos de delincuentes sexuales.